# Dirba
Dirba é uma cidade e uma nagar panchayat no distrito de Sangrur, no estado indiano de Punjab.

## Geografia
Dirba está localizada a 30° 04′ N, 75° 59′ L. Tem uma altitude média de 236 metros (774 pés).

## Demografia
Segundo o censo de 2001, Dirba tinha uma população de 13,073 habitantes. Os indivíduos do sexo masculino constituem 54% da população e os do sexo feminino 46%. Dirba tem uma taxa de literacia de 50%, inferior à média nacional de 59.5%: a literacia no sexo masculino é de 54% e no sexo feminino é de 46%. Em Dirba, 13% da população está abaixo dos 6 anos de idade.